# Future Stock
«Future Stock» (укр. «Статки майбутнього») — двадцять перша серія третього сезону анімаційного серіалу «Футурама», що вийшла в ефір у Північній Америці 31 березня 2002 року.
Автор сценарію: Аарон Ехас.
Режисер: Браян Шизлі.
Прем'єра в Україні відбулася 16 вересня 2007 року.

## Сюжет
Під час чергових зборів акціонерів «Міжпланетного експреса» з'ясовується, що стан справ у компанії досить кепський. Зголоднілий Фрай, якому нудно сидіти на зборах, виходить із зали в пошуках їжі разом із вічно голодним доктором Зойдберґом. У сусідній кімнаті відбувається зустріч групи психологічної підтримки недавно розморожених людей із минулого, де Фрай знайомиться з бридким бізнесменом з 1980-х років (його називають не інакше як «Цей Мужик»), який заморозив себе, щоби дочекатися винайдення методу лікування «кістколоміту» (англ. bone-itis), смертельно небезпечної хвороби, на яку він хворів свого часу.
Повернувшись на збори акціонерів, Фрай і Цей Мужик застають заколот проти професора Фарнсворта. Фрай пропонує кандидатуру Цього Мужика як нового генерального директора, і той перемагає з відривом в один голос. Цей Мужик призначає Фрая віцепрезидентом компанії та розпочинає її реформування до свого смаку, намагаючись до того ж агресивно конкурувати з потужною корпорацією Мами.
Після того, як Цей Мужик витрачає величезні суми грошей на летючі крісла, шикарні костюми для себе з Фраєм і дорогу рекламу на телебаченні, розчарований доктор Зойдберґ вирішує передати йому свій пакет акцій, обмінявши їх на бутерброд. Зрештою, остаточно позбавивши компанію засобів для існування і деморалізувавши працівників, Цей Мужик оголошує продаж «Міжпланетного експреса» Мамі.
Процедура поглинання відбувається на Міжгалактичній біржі. Акціонери «Експреса» одностайно голосують проти. На жаль пакет акцій, який Цей Мужик викупив у Зойдберґа, є контрольним. Але за мить до укладання угоди з Цим Мужиком раптово стається напад кістколоміту, про лікування якого він геть забув, захопившись справами. Напад виявляється смертельним.
Фрай, до якого переходять функції гендиректора компанії та контрольний пакет акцій, намагається стати на заваді процедурі поглинання. Члени команди переконують його продати компанію, оскільки це збагатить їх. Фрай засмучений тим, що гроші для його друзів важать більше, ніж спільна робота. Він виголошує промову, наприкінці якої ціна акцій падає до 0,03 долара, — отже шанси на збагачення розвіюються, — і голосує проти поглинання. Розчаровані члени команди прощаються один з одним до понеділка і йдуть геть.

## Пародії, алюзії, цікаві факти
- Назва серії є алюзією на заголовок книги футуролога Елвіна Тофлера «Future Shock» (укр. Футурошок).
- Образ Цього Мужика багато в чому нагадує персонажа фільму 1987 року «Волл-стріт» бізнесмена Гордона Гекко (виконавець ролі: Майкл Дуґлас).
- Не зважаючи на те, що ім'я Цього Мужика в серії не називається, в сценарії його зазначено як «Стів Касл».
- В одній із кімнат бізнес-центру Фрай потрапляє на свято «бот-міцва» — роботичний аналог єврейського свята повноліття «бар-міцва». Гебрейський напис на банері (івр. היומ אתה רובות) означає «Сьогодні ти став роботом», хоча містить помилку.
- Телевізійний рекламний ролик «Міжпланетного експреса» пародіює відомий ролик першого комп'ютера Apple Macintosh 1984 року, який вважається класикою телереклами.
- Розроблений Цим Мужиком новий логотип компанії («PlanEx») імітує логотип справжньої американської компанії-перевізника FedEx.
- Цей Мужик і Фрай замовляють костюми в ательє «Джорджіо Армонстр» — пародія на Джорджіо Армані.
- Сліпень читає журнал «Національний Порнограф» (пародія на «National Geographic»).
- Під час голосування за майбутнє «Міжпланетного експреса», де наявні лише два варіанти вибору — «за» і «проти» — син Мами Іґнар у незрозумілий спосіб віддає голос за «Пета Баканана». Цей епізод є алюзією на інцидент у штаті Флорида під час президентських виборів 2000 року в США.

## Особливості українського перекладу
- Побачивши оголошення про «бот-міцва», Фрай виголошує: «Шалом шаровому хавчику», попри те, що в серії «A Clone of My Own» гебрейська мова називається мертвою і незрозумілою.
- Сліпень, який зазвичай говорить дуже мало, вимовляє досить довгу фразу з помилкою: «Я володію сорока́ми тисячами акцій» (помилка, імовірно, зроблена перекладачем навмисно).